# Pequeña Copa del Mundo de Clubes 1952
La Pequeña Copa del Mundo de Clubes 1952 —oficialmente Copa Coronel Marcos Pérez Jiménez— fue la primera edición del torneo internacional de fútbol a nivel de clubes organizado por la empresa Venezuela Deportiva y un grupo privado de empresarios venezolanos, con el auspicio de la Federación Venezolana de Fútbol. La competición tuvo lugar en el Estadio Olímpico de Caracas.

## Participantes
| País      | Equipo                | Clasificación                                                      |
| --------- | --------------------- | ------------------------------------------------------------------ |
| Brasil    | Botafogo F. R.        | 3° puesto de Río de Janeiro 1951 Campeón de la Copa Municipal 1951 |
| Colombia  | C. D. Los Millonarios | Campeón de Colombia 1952                                           |
| España    | Real Madrid C. F.     | 3° puesto de España 1951/52                                        |
| Venezuela | La Salle F. C.        | Campeón de Venezuela 1952                                          |

## Tabla de posiciones
| Equipo                | Pts | PJ | PG | PE | PP | GF | GC | Prom  |
| --------------------- | --- | -- | -- | -- | -- | -- | -- | ----- |
| Real Madrid C. F.     | 8   | 6  | 2  | 4  | 0  | 13 | 7  | 1,857 |
| Botafogo F. R.        | 8   | 6  | 2  | 4  | 0  | 15 | 9  | 1,667 |
| C. D. Los Millonarios | 7   | 6  | 2  | 3  | 1  | 15 | 10 | 1,500 |
| La Salle F. C.        | 1   | 6  | 0  | 1  | 5  | 8  | 25 | 0,320 |